# Флоренсија де Сарачо
Флоренсија де Сарачо (шп. Florencia de Saracho) је мексичка глумица.

## Биографија
Рођена је 4. децембра 1981. године у Ермосиљу, Сонора.
Глумачку каријеру започиње 2002. године у теленовели Стазе љубави.
Значајнију улогу имала је 2008. године када је продуценткиња Ма Пат позвала да уз Ана Бренду Контрерас и Хосеа Рона, заигра негативку у теленовели Заувек заљубљени.
Током 2011. године заменила је Венди Гонзалез у теленовели Сестре.
Године 2012. игра у теленовели Бурна љубав, Карлоса Морена, поред Силвије Наваро и Кристијана де ла Фуентеа.
Године 2013. имаће своју другу антагонистичку улогу у каријери, када ће у теленовели Жена са имања Вендавал, тумачити лик Марије Лауре Моралес.

## Филмографија
| Година:    | Српски наслов:   | Оригинални наслов: | Улога:              | Жанр:                  |
| ---------- | ---------------- | ------------------ | ------------------- | ---------------------- |
| 2015/2016. | /                |                    | Карен               | теленовела             |
| 2012/2013. | /                |                    | Марија Лаура        | теленовела             |
| 2012.      | /                |                    | Наталија            | теленовела             |
| 2010.      | Сестре           |                    | Адријана Белтран #2 | теленовела             |
| 2009.      | Море љубави      |                    | Елена               | теленовела             |
| 2008—2009. | Заувек заљубљени |                    | Маријела Фрегосо    | теленовела             |
| 2007.      | /                |                    | Марели Качон        | теленовела             |
| 2006.      | Бунтовници       |                    | Ромина              | тинејџерска теленовела |
| 2005.      | /                |                    | Ешли                | теленовела             |
| 2005.      | /                |                    | Лилијана            | теленовела             |
| 2002.      | Стазе љубави     |                    | Памела              | теленовела             |